# Francisc Vaștag
Francisc Vaștag, în maghiară Vastag Ferenc, (n. 26 noiembrie 1968, Reșița, Caraș-Severin, România) este un sportiv din România, primul boxer român care a câștigat centura supremă în categoria sa. Victoria sa a stimulat boxul în România. Boxerul Adrian Diaconu a afirmat că îl consideră pe Vaștag ca pe un frate și mentor.

## Biografie
Francisc Vaștag a început să practice boxul la CSM Reșița, fiind descoperit de antrenorul Vasile Bala. A concurat sub culorile cluburilor Metalul Bocșa, Dinamo București, "Selena" Bacău și "Freedom Star Farul" Constanța, obținând cinci titluri de campion național la categoria 71 kg, în 1989, 1990, 1991, 1992 și 1993.
Boxer cu o aleasă ținută în ring, a realizat performanțe unice în concursurile internaționale oficiale încă din perioada junioratului. A fost campion european de juniori la Broendbey (1987) și mondial la Havana, în 1988. A câștigat 3 medalii de aur la Campionatele Mondiale de seniori: Moscova (1989), Tampere (1993) și Berlin (1996) și una de bronz la Sydney (1991). A fost dublu campion european, la Bursa (1993) și Vejle (1995). A ocupat locul I la Cupa Mondială de la Bangkok (1994), locul I la Jocurile Bunăvoinței de la Seattle (1990) și a fost de 7 ori câștigător al "Centurii de Aur" din București, câștigând și multe alte turnee interne și internaționale.
Este considerat de specialiști cel mai bun boxer amator român, remarcându-se prin loviturile combinate în serie, directele și croșeele în viteză, care i-au adus multe victorii înainte de limită. În anul 2000, a fost numit pentru prima oară antrenor al lotului național de box, unde a activat până la sfârșitului anului 2002, pentru ca la începutul anului 2005 să fie readus la lot ca antrenor coordonator. Tot în anul 2000, i s-a acordat titlul de Maestru Emerit al Sportului și i-a fost decernat Ordinul Național "Serviciul Credincios" în Grad de Cavaler. În noiembrie 2004 a fost ales vicepreședinte al Federației Române de Box.